# Atyaephyra desmarestii
Atyaephyra desmarestii is een garnalensoort uit de familie van de Atyidae. De wetenschappelijke naam van de soort is voor het eerst geldig gepubliceerd in 1831 door Millet.